# Ediciones políglotas de la Biblia
Las ediciones políglotas de la Biblia son aquellas publicaciones en manuscritos o impresiones de los textos del Antiguo o Nuevo Testamento en dos o más idiomas con diferentes propósitos. Entre ellos está el estudio comparativo, la enseñanza de idiomas y la crítica textual. Normalmente estas ediciones vienen en textos paralelos en formato de columnas. 

## Ediciones políglotas antiguas
Desde el inicio del cristianismo la traducción de los textos fue importante por su vocación universal a la luz de la diversidad lingüística del Impeiro Romano. Los propósitos de estas tempranas verisiones multilingües suelen ser prácticos o académicos.
| Año          | Obra                                   | Notas |
| ------------ | -------------------------------------- | --- |
| 212          | Hexapla de Orígenes de Alejandría      | "Hexa" del griego "seis" por su transcripción en seis columnas (de ahí el nombre de la obra) del texto hebreo del Antiguo Testamento. Es considerada como la primera edición crítica del Antiguo Testamento. Las columnas corresponden a: - Versión en hebreo - Versión en hebreo pero con caracteres griegos (para facilitar la pronunciación) - Versión griega de Aquila de Sinope - Versión griega de Símaco el ebionita - La Septuaginta - Versión griega de Teodoción |
| S. V         | Códice Borgiano                        | Manuscrito paralelo en Griego Koine y Copto de la seguna mitad del evangelio según Lucas y la primera mitad del Evangelio según Juan. Copiado posiblemente por un escriba copto en el siglo V. Otros unciales, papiros y leccionarios greco-coptos han sido encontrados sugiriendo que vienen de una tradición escribal anterior. |
| Siglo XII    | Salterio Trilingüe de Harley           | (MS 5786) Salmos en traducciones paralelas al griego, latín y árabe. Es testimonio de la sociedad multilingüe de la Sicilia del siglo XII. Es casi seguro que se produjo en el scriptorium real de Roger II de Sicilia (r. 1130-1154). Varios escribas de cada grupo lingüístico colaboraron para producir este manuscrito, que contiene los salmos de la Septuaginta (griego), la Vulgata (latín) y la traducción del siglo XI de al-Antaki (árabe).                      |
| 1174         | Evangeliario Copto-Árabe de Huntington | (MS 17) Contiene el texto de los cuatro evangelios en Copto y Árabe. El manuscrito fue escrito por Joannes, monje y escriba, en 1174. El manuscrito fue llevado en 1683 desde Egipto hasta Inglaterra. Otros evangeliarios copto-árabes son el Huntington MS 20 y Oriental MS 1316. |
| C. 1275-1299 | Salterio Greco-Latino de Cambridge     | (MS 468) tiene texto latino-griego paralelo, aunque el griego está escrito en escritura latina. Contiene un calendario de la abadía benedictina de Ramsey y probablemente perteneció al prior, Gregorio de Huntingdon. |
| C. 1220-1230 | Salterio Greco-Latino de París         | (MS 47674) Salterio y cánticos griegos con texto latino paralelo. |
| 1308         | Códice Oriental Ms. 424                | Códice copto-árabae de las Epístolas Paulinas, Epistolás católicas y los Hechos de los Apóstoles. |
| 1320         | Códice Marshall Or. 6                  | Es un manuscrito uncial, copto-griego, del Nuevo Testamento. Otro códice copto-griego es el Marshall Or.5. |
| Siglo XIV    | Add MS 5995                            | Es un manuscrito uncial, copto-árabe, del Nuevo Testamento. Otros manuscritos copto-árabes tardíos son Add MS 14470, Oriental MS 1316 y Oriental MS 1317. |

## Biblias políglotas modernas
Con la creación de la imprenta proliferó la distribución de la biblia y la comparación de traducciones y transmisión del texto se hizo más fácil que antes, muchas versiones comparativas se hicieron comunes en círculos académicos. En los monasterios una impresión bilingüe muy común fue la de los salterios greco-latinos.
| Año        | Obra                          | Notas |
| ---------- | ----------------------------- | --- |
| 1514-1520  | Biblia políglota complutense  | Iniciada y financiada por el cardenal Francisco Jiménez de Cisneros. Los primeros cuatro volúmenes contienen el Antiguo Testamento. Cada página está dividida en tres columnas paralelas de texto: hebreo la exterior, la Vulgata latina en el medio y la Septuaginta griega en el interior. En cada página del Pentateuco, se añade el texto arameo (el Targum Onkelos) y su propia traducción al latín en la parte inferior de la página. El quinto volumen contiene las Escrituras Griegas dispuestas en dos columnas: una con el texto griego y la otra con su equivalente en latín, tomado de la Vulgata.                                                                                           |
| 1516-1535  | Novum Instrumentum            | Nuevo Testamento publicado en griego con latín de la vulgata en paralelo (1516), preparado por Erasmo de Róterdam (1469-1536) e impreso por Johann Froben (1460-1527) en Basilea. Aunque el primer Nuevo Testamento en griego que se imprimió fue la Biblia políglota complutense (1514), esta fue la segunda en publicarse (1516). De la segunda edición en adeltante incluyó su propia traducción del griego al latín. La tercera edición de Erasmo fue la base para la mayoría de las traducciones modernas del Nuevo Testamento en los siglos XVI-XIX y se le conoce como el Textus Receptus. En la cuarta y quinta edición incluyó tres columnas, Griego, la versión latina de Erasmo y la Vulgata. |
| 1572       | Biblia Políglota de Amberes   | Reproduce el texto bíblico de la Biblia Políglota Complutense, e incluye el Tárgum arameo de Jonatán y la Versión Peshitta siriaca de las Escrituras Griegas Cristianas o Nuevo Testamento. Patrocinada por Felipe II, editada por el biblista y erudito Benito Arias Montano e impresa por el maestro Cristóbal Plantino. |
| 1599       | Biblia Políglota de Núremberg | Por Elias Hutter. Publicó el Antiguo Testamento: - Latín - Hebreo Masorético - Siriaco - Griego (Septuaginta) - Alemán - (Sexta columna varía entre Alemán bajo, Francés, Italiano y Eslavónico) Y el Nuevo Testamento: - Latín (Vulgata Latina, revisada para coincidir con traducciones protestantes) - Hebreo (Traducción original de Hutter) - Griego (Textus Receptus) - Siriaco (Tremellius) - Alemán (Biblia de Lutero) - Bohemio (Kralice Bible) - Italiano (Bibbia di Ginevra) - Español (Biblia del Oso) - Francés (Bible de Genève) - Inglés (Geneva Bible/The Great Bible) - Danés (Biblia del Rey Cristián III) - Poláco (traducción desde el alemán de 1596)                               |
| Siglo XVII | Salterio Políglota de Harley  | (MS 2427) Redactado por un erudito anónimo para su propio uso, contiene lado a lado la versión hebrea de los Salmos (columna derecha), la traducción griega de la Septuaginta (columna central) y la traducción al latín (columna izquierda). se agregó intermitentemente una cuarta columna que contenía la traducción al inglés. |
| 1645       | Biblia Políglota de París     | Por Gui-Michel Lejay. Reproduce el texto bíblico de la Biblia Políglota Complutense, e incluye: - Antiguo Testamento siriaco (de la Iglesia Maronita). - Antiguo Testamento Pentateuco samaritano (transcripción de Jean Morin). - Antiguo y Nuevo Testamento Árabe (de varias versiones). |
| 1657       | Biblia Políglota de Londres   | Por Brian Walton. Expande la versión de Lejay añadiendo: - Siríaco de Ester y los libros deuterocanónicos (Faltante en la de París) - Persa del Pentateuco y los Evangelios, y los Salmos. - Nuevo Testamento etíope. |
| 1751       | Biblia Políglota de Leipsic   | Por Christianus Reineccius. |
| 1816       | Biblia Políglota de Bagster   | Por Samuel Bagster. De esta edición se publicaron varias variantes reducidas en Ingleterra, Alemania y Francia. - Hebreo - Griego - Inglés (King James Version) - Latín - Alemán - Italiano - Francés - EspañolApendice con variantes del Pentateuco Samaritano, la Peshitta, y del texto griego. |
| 1898       | Biblia Políglota de Vigouroux | Por Fulcran Grégoire Vigouroux, primer secretario de la Comisión Bíblica, fue la primera biblia políglota contemporánea en contener los libros deuterocanónicos, y la primera publicada desde 1645 bajo los auspicios católicos. - Hebreo - Septuaginta - Latín - Francés (de Glaire) |
| 1977       | Nuevo Testamento Trilíngüe    | Por José María Bover y José O'Callaghan de la Biblioteca de Autores Cristianos. Contiene el aparato crítico actualizado y los siguientes idiomas: - Griego - Latín (Nova Vulgata) - Español (Traducción Propia)Se sigue imprimiendo. |

Con el avance de la imprenta se elaboraron varias ediciones multilingues para estudios en los idiomas de diversos países. En la actualidad muchas páginas de internet permiten múltiples combinaciones de traducciones de varios idiomas cumpliendo la función de las biblias poliglotas impresas.

## Ediciones bilingües Español-Latín
| Año  | Lugar de publicación | Obra | Autor                                                    | Notas |
| ---- | -------------------- | --- | -------------------------------------------------------- | --- |
| 1785 | Madrid, España       | Los Santos Evangelios traducidos al castellano con notas de los Santos Padres y expositores sagrados                  | Anselmo Petite OSB                                       | Traducción de la Vulgata al castellano. Con abundantes citas de los Padres y doctores. |
| 1793 | España               | Biblia Vulgata latina traducida en español y anotada conforme al sentido de los Santos Padres y expositores católicos | Felipe Scío de San Miguel                                | Traducción de la Vulgata al castellano. Abundantes notas, comentarios y referencias a los textos oríginales. |
| 1825 | Astorga (España)     | La Sagrada Biblia Petisco-Torres Amat                                                                                 | José Miguel Petisco y Félix Torres Amat                  | Traducción de la Vulgata al castellano. Profusa en notas y comentarios. Con referencias a los textos hebreo, griego y latín. |
| 1831 | México               | Sagrada Biblia en latín y español con notas literales, críticas e históricas, prefacios y disertaciones               | Mariano Galván Rivera sobre la versión de Calmet - Vence | Traducción de la Vulgata Latina y de la Biblia de Henri-François de Vence y el abad Benedictino Agustín Calmet hecha en México bajo la guía de Mariano Galván Rivera, 8 sacerdotes y algunos seglares. Es la primera Biblia traducida en América Latina. |

## Ediciones bilingües Español-Griego
| Año  | Obra                                                                                                  | Autor                     | Notas |
| ---- | --- | ------------------------- | --- |
| 1990 | Nuevo Testamento Interlineal                                                                          | Francisco Lacueva         | Editorial CLIE. Revisado en 2018.                                                                              |
| 1991 | Versión Interlineal                                                                                   | Rafael Guterrez Escalante | Publicada en México con Imprimatur de la Iglesia católica.                                                     |
| 1997 | Nuevo Testamento griego-español                                                                       | José O'Callaghan          | Biblioteca de Autores Cristianos. Según el Nestle-Aland 4.ª edición.                                           |
| 2011 | El Nuevo Testamento Interlineal                                                                       | César Vidal               | Grupol Holman. Texto Mayoritario y Reina Valera 1909.                                                          |
| 2020 | Biblia bilingüe: Nuevo testamento (Texto griego, Novum Testamentum Graece, 28a edición (Nestle-Aland) | Manuel Iglesias           | Editorial Verbo Divino. Traducción española, Nuevo Testamento, versión crítica sobre el texto original griego. |

## Ediciones bilingües Español-Hebreo
| Año  | Obra | Autor                       | Notas |
| ---- | --- | --------------------------- | --- |
| 1990 | Antiguo Testamento Interlineal                                                                                         | Ricardo Cerni               | Editorial CLIE. |
| 1998 | La Torah interlineal hebreo-español                                                                                    | Ricardo Cerni               | Editorial Libros Certeza. |
| 2015 | Biblia Interlineal Español Hebreo                                                                                      | Yojanan Peretz              | [ 29 ] |
| 2017 | La Biblia Hebreo-Español                                                                                               | The Bible Society In Israel | Reina Valera 1960 con el Texto Masorético del Antiguo Testamento y la traducción hebrea moderna del Nuevo Testamento. Publicada en 2017. |
| 2021 | Tanaj- Biblia Hebrea: Torá- Neviim- Ketuvim/ Profetas- Escritos y los Cinco Libros de Moisés- Biblia Hebrayco y Españo | Salomón Proops              | Texto masorético y traducción tradicional Hebrea datada en el siglo XVIII. Kosher Tanaj por Abraham, Yaakov y Yosef Salomon.             |

## Ediciones bilingües Español-Inglés
| Versión en Español                                           | Versión en Inglés                                                  | Autor                                            | Notas |
| ------------------------------------------------------------ | ------------------------------------------------------------------ | ------------------------------------------------ | --- |
| Reina Valera 1850                                            | King James Version (con ortografía americana en lugar de brtánica) | Sociedad Bíblica Estadounidense                  | Nuevo Testamento, 1854. |
| Reina Valera 1865                                            | English Revised Version                                            | Universidad de Oxford.                           | Nuevo Testamento, 1884. |
| Reina Valera 1865                                            | King James Version                                                 | Ministerios Valera 1865                          | Biblia completa publicada en 2005 y 2019. |
| Reina Valera 1909                                            | American Standard Version                                          | Transcripture International                      | 2013. |
| La Versión Latinoamericana en Castellano                     | Revised Standard Version                                           | Sociedad Bíblica Estadounidense                  | Nuevo Testamento 1953. |
| Reina Valera 1960                                            | King James Version                                                 | (Varios)                                         | Publicada por varias editoriales en Varias Presentaciones: - 1988 (Broadman and Holman) Reimpresa múltiples veces. - Sociedad Bíblica Estadounidense.                                             |
| Reina Valera 1960                                            | New King James Version                                             | (Varios)                                         | Publicada por varias editoriales en Varias Presentaciones: - Nueva Biblia juvenil bilingüe (Editorial Caribe) 2001. - Biblia Bilingüe (Editorial Vida) 2010 - Biblia Bilingüe (Grupo Nelson) 2010 |
| Reina Valera 1960                                            | Christian Standard Bible                                           | B&H Publishing Group                             | 2018. |
| Reina Valera 1960                                            | Holman Christian Standard Bible                                    | B&H Publishing Group                             | 2006. |
| Reina Valera 1960                                            | English Standard Version                                           | (Varios)                                         | (Crossway Bibles) 2008. (Editorial ORIGEN) 2021. |
| Reina Valera 1960                                            | New International Version                                          | Sociedad Bibliaca Internacional y Editorial Vida | 2013. |
| Nueva Versión Internacional                                  | New International Version                                          | Sociedad Bibliaca Internacional y Editorial Vida | 1999. En 2025 se publicará una edición con la actualización de ambas traducciones. |
| Dios Habla Hoy                                               | Good News Translation                                              | Sociedades Bíblicas Unidas.                      | Primera Biblia inglés-Español ecuménica y con deuterocanónicos. 2003 |
| Nueva Biblia al Día                                          | New Century Version                                                | Grupo Nelson, Estados Unidos                     | 2009. |
| Biblia Latianomérica                                         | Christian Community Bible                                          | Editorial Verbo Divino                           | Ambas traducidas por Bernardo Hurault para Latinoamérica y Filipinas respectivamente. Es la única versión Español-Inglés netamente católica. Primera edición, 2012.                               |
| Versión Nueva Vida                                           | Easy to Read Version                                               | Barbour Publishing Staff                         | 2013 |
| La Biblia de las Américas                                    | New American Standard Bible                                        | Editorial Vida                                   | 2017. En 2025 saldrá la versión actualizada de la NASB con la Nueva Biblia de las Américas. |
| Nueva Traducción Viviente                                    | New Living Translation                                             | Editorial Tyndale                                | 2018. |
| Reina Valera Revisada 1977                                   | New King James Version                                             | Grupo Nelson, Estados Unidos                     | 2018. |
| Reina Valera Gómez                                           | King James Version                                                 | Humberto Gómez Caballero                         | 2018. |
| Valera 1602 Purificada                                       | King James Version                                                 | Iglesia Bautista Bíblica de la Gracia            | 2019. |
| - Nueva Version Internacional - Nueva Biblia de las Américas | - New International Version - New American Standard Bible          | Editorial Vida                                   | 2023. Edición de referencia con 4 traducciones. |

## Ediciones Trilingues Español-Inglés-Portugués
| Versión en Español          | Versión en Inglés         | Versión en Portugués      | Autor                                                  | Notas |
| --------------------------- | ------------------------- | ------------------------- | ------------------------------------------------------ | ----- |
| Nueva Versión Internacional | New International Version | Nova Versão Internacional | Sociedad Bibliaca Internacional y Editorial Geográfica | 2011. |
| Reina Valera Contemporánea  | English Standard Version  | Nova Almeida Atualizada   | Sociedad Bíblica de Brasil                             | 2021. |

## Ediciones bilingües Español y otros idiomas
Varias ediciones bilingües se han hecho de español e idiomas indígenas de selectas partes de la Biblia desde el Siglo XX, por ejemplo, Los Evangelios en Quichua traducido al Quechua de Ecuador bajo la dirección del obispo de Riobamba, Leonidas Proañoen 1972.
| Versión en Español       | Idioma                                 | Autor | Notas                                                                  |
| ------------------------ | -------------------------------------- | --- | ---------------------------------------------------------------------- |
| Biblia Latinoamérica     | Pachacámac Quillcashca Shimi (Quechua) | Editorial Andina, Lima | Primera Biblia completa en un idioma indígena de América del sur. 1974 |
| Dios Habla Hoy           | Ñandejara Ñe'ê(Guaraní)                | Arzobispado de Asunción, la Conferencia Episcopal Paraguaya y las Sociedades Bíblicas Unidas.                                             | Nuevo Testamento en 1970 y Biblia completa 1976.                       |
| Dios Habla Hoy           | Mosoj Testamento (Quechua)             | Sociedades Bíblicas Unidas, Bolivia. | 1985.                                                                  |
| Dios Habla Hoy           | Good News Árabe (1983)                 | Sociedad Bíblica del Líbano | Nuevo Testamento 1999.                                                 |
| Libro del Pueblo de Dios | Biblia Coronado-Molloy (Quechua)       | Traducida por los obispos peruanos Florencio Coronado Romaní y Guillermo Demetrio Molloy. Publicada por la conferencia episcopal Peruana. | 2002.                                                                  |
| Reina Valera 1909        | João F. Almeida Atualizada             | Transcripture International | 2011.                                                                  |
| Reina Valera 1909        | Bibbia Riveduta 1927 (Italiano)        | Transcripture International | 2011.                                                                  |
| Reina Valera 1909        | Bilia de Lutero 1912 (Alemán)          | Transcripture International | 2012.                                                                  |
| Reina Valera 1909        | Louis Segond 1910 (Francés)            | Transcripture International | 2013.                                                                  |
| Reina Valera 1909        | Versión Sinodal Rusa (Ruso)            | Transcripture International | 2014.                                                                  |